# 二把頭

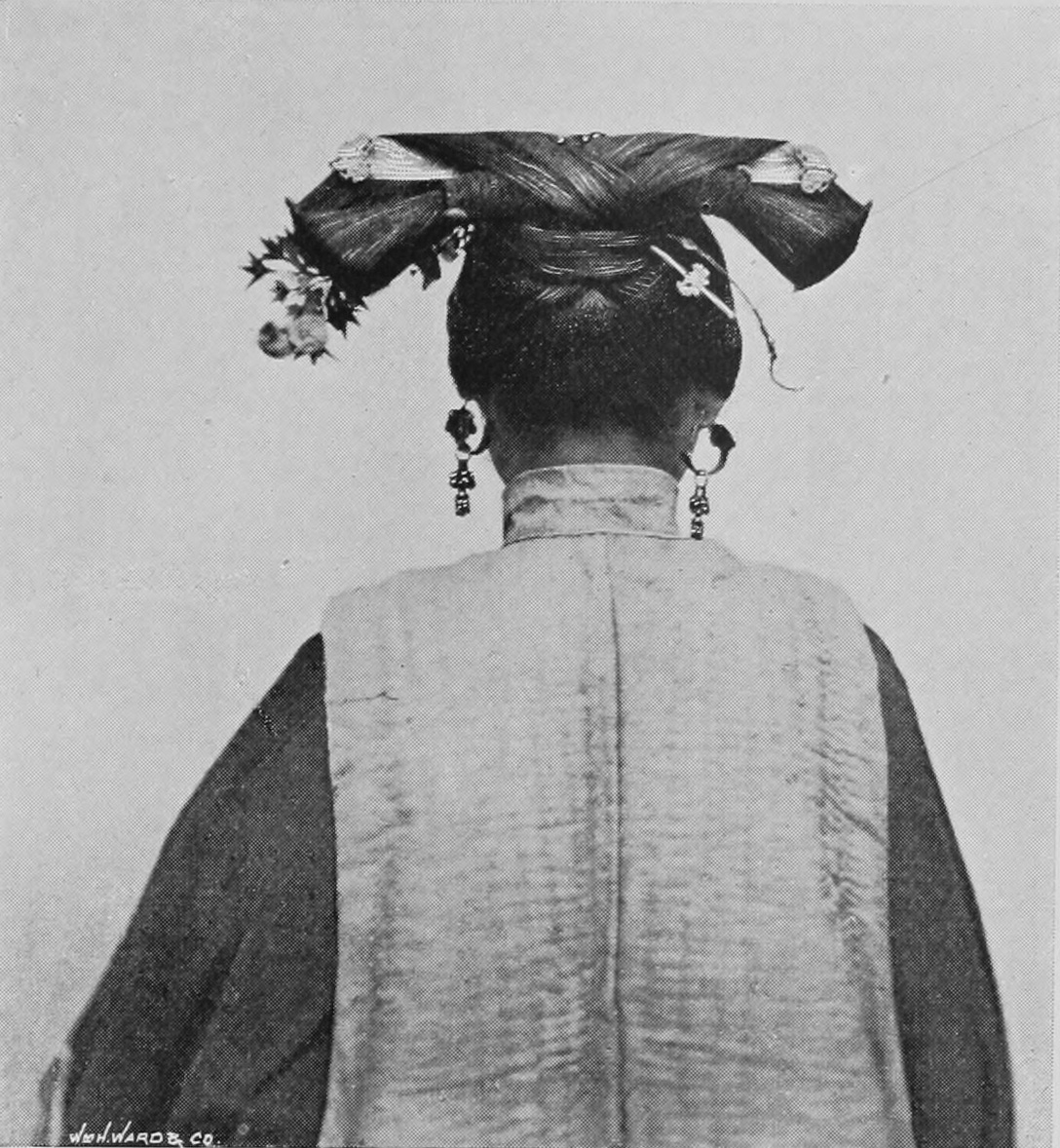
二把頭的背面，插上扁方

二把頭，又称旗头、把头儿、一字头、叉子头或如意头，是中國清代的一种满族女性发型。

## 概要
二把头是先将全头头发束于头顶，然后以一支長扁的扁方為基座，分成两缕向左右缠梳。两股头发在头顶梳成横向发髻后，用另一簪子橫向插入固定。腦後的餘髮梳成燕尾形扁髻。紧贴颈部後方的扁髻限制了头部活动和躺卧，但同时也使女子的外观更顯文雅庄重。
二把頭在清初期只是盤在腦後，且全都使用婦女本身的真髮梳成，因此整體造型上較為小且扁矮，但隨著時間推移，盤梳的位置向頭頂發展，也有將二把頭盤的更高更大的趨勢，所以在纏梳的過程中開始摻入假髮。
清朝晚期，發展出一種名為大拉翅的板型冠狀飾物，用於二把头上。

## 图片
- 道光帝孝全成皇后画像——《喜溢秋庭图》、《璇宫春霭图》、《孝全成皇后便装像》中的发型。
- 咸丰帝妃嫔画像——《玫贵妃春贵人行乐图》中，春贵人（瑃常在）、玫贵妃、鑫常在的发型。
- 咸丰帝孝贞显皇后（慈安太后）画像——《慈竹延清图》、《璇闱日永图》中的发型。